# Украни
Укра́ни, укря́ни або у́кри (нім. Ukranen, Ukrer, Vukraner, пол. Wkrzanie, Wkrzanowie, також Ukrani, Uchri, Vucrani, Vucri) — середньовічне західнослов'янське полабське (ельбське) плем'я (чи племінний союз) у VI–XII століттях, що населяло території навколо річки Вкра (Укра; нім. Ucker), в районі між річками Ельба і Солява, на південний захід від Щецинської затоки, ця область Померанії сьогодні носить назву Укермарк. (нім. Uckermark, Uckerland)
Територія їхнього поселення була зосереджена на озерах Оберуккерзее, Унтерукерзе (біля сучасного Пренцлау), біля джерела річки Укер (нім. вимова: [ˈʏkɐ] ( прослухати)). Сьогодні територія частково розташована на північному сході німецької землі Бранденбург і на південному сході прилеглих частин землі Мекленбург-Передня Померанія (на північному сході в Німеччині) та частково в Поліцькому повіті на північному заході Польщі. Річка тече на північ через кілька озер, перше з яких Велике Криртзеє (нім. Großer Krinertsee), наступні досить маленькі. 
Також на польсько-німецькому кордоні розташоване місто Юкермюнде.

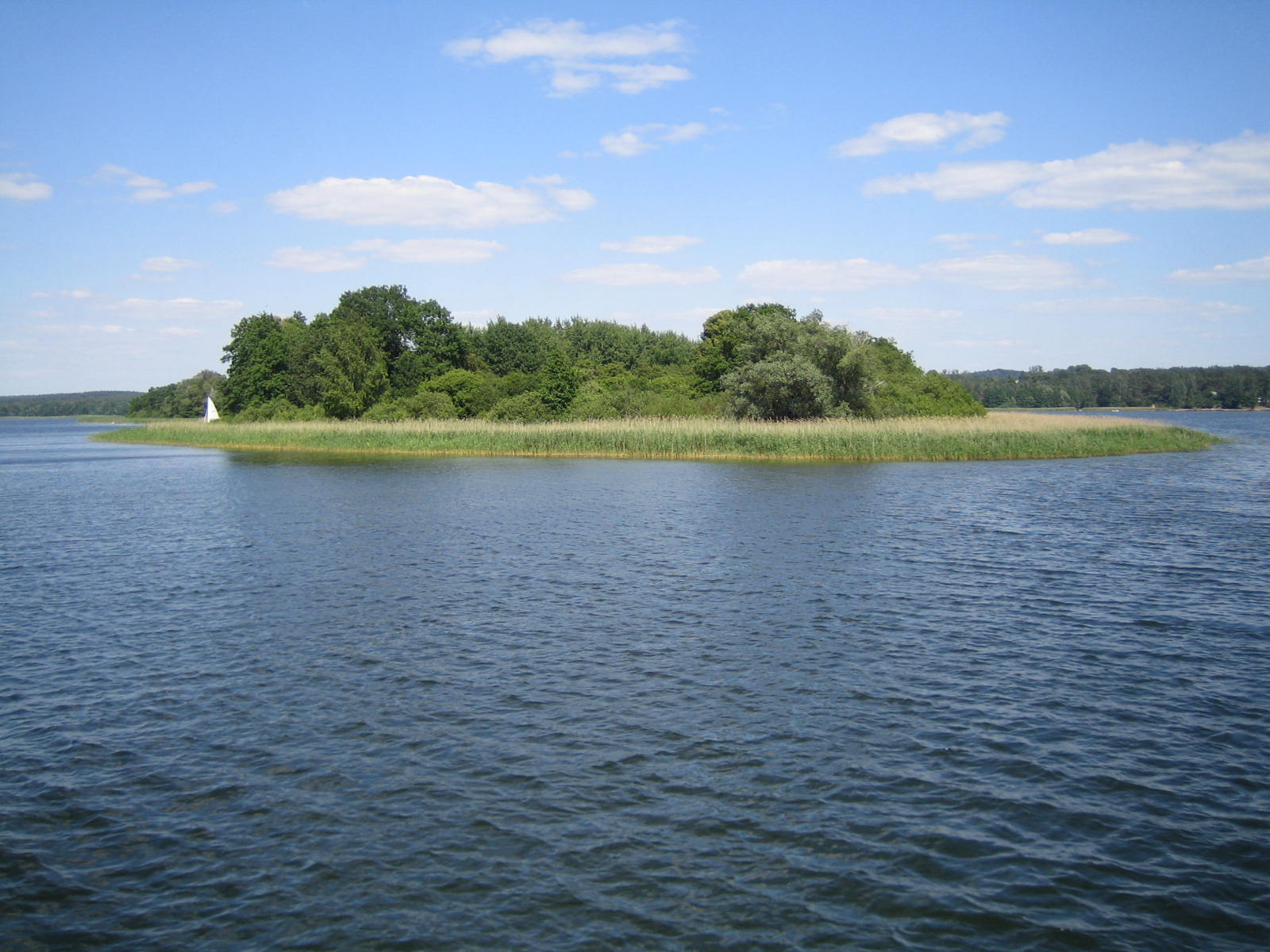
Місце стародавнього городища укран (Burgwallinsel), на острові в озері Оберуккерзее.

## Ім'я
Ім'я складається з назви води Укер і слов'янського закінчення -яне, що означає «оселитися на Укері». Написи Wocronin, Wocronin або Wucronin, Vuucri, Ucrani, Uchri, Ucrani або Uerani та Ucrania можна знайти в середньовічних саксонських письмових джерелах. Самоназви чи інших слов'янських письмових джерел не існує. З кінця XII століття племінна назва зустрічається лише в топонімах.

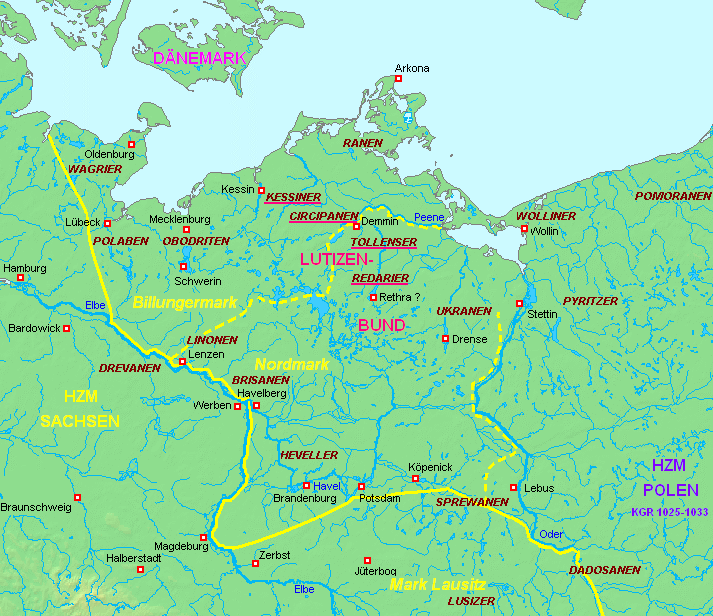
Укрі (Ukranen) на карті 983-1057 рр.

Північно-Східна Німеччина близько 1000 року нашої ери. Сусідами «укранців» (Wkrzanie) на північному заході були «редарови» (Redarowie), а на південному заході «дошани» (Doszanie).

## Походження та історичні відомості
Ця територія в документах спочатку згадувалася як Terra ukera і тільки з XV століття її стали називати Ukermark (марка Вкра).
Центр племені розташовувався навколо озер Верхній і Нижній Укер у Бранденбурзі.

### Історичні згадки
Згідно з археологічними знахідками, слов'яни переселилися на території Укера ще в VII столітті. Проте можна лише припускати, коли сформувалися ці племена, тому що письмова згадка про укранів (Vucrani, Ucrani) згадується лише в 934 році. Це запис у Кведлінбурзьких анналах. Відповідно до цього запису східнофранкський король Генріх I Птахолов здійснив похід проти укранів. З іншого повідомлення відомо, що укранів було поневолено і обкладено даниною. Також письмово згадується єпископом Бранденбурга в 947 р. Далі украни згадуються в засновницькому документі єпархії Бранденбург, датованому 948 роком. Однак документ вважається сумнівним і також міг датуватися 965 роком. Більш точно можна керуватись повідомленням саксонського історіографа Відукінда фон Корвея. Після цього, близько 955 року, украни були метою походу маркграфа Ґеро I, з якого він повернувся на чолі своїх воїнів із багатою здобиччю, що, у свою чергу, дозволяє зробити висновки про економічні показники укранів. Наступного року «Руяни» воювали на боці маркграфа Ґеро в битві при Раксі, котрі, згідно з давнішими думками, нібито були укранами, ім'я яких спотворено приписом. Відповідно до пізніших поглядів, це має означати Руян з острова Рюген. У 965 році укранці згадуються в дарчій грамоті Оттона І для монастиря Моріц у Магдебурзі. Після цього вони були зобов'язані сплачувати данину Оттону I і сплачувати відсотки сріблом, які відтоді мали надходити до монастиря Моріца. Чи були ці виплати, невідомо. Найпізніше до 983 р. украни вийшли з-під саксонського сюзеренітету. Тому що передбачається, що вони брали участь у слов'янському повстанні 983 року разом з іншими слов'янськими племенами та приєдналися до Лютицької ліги з її центральним культовим місцем Ретра.
У музеї просто неба Украненланд у Торгелові є копія ранньослов'янського поселення.

### Історичні відомості
Гілка племен у північній частині теперішнього польського Помор'я — на лівобережжі річки Одра — в епоху раннього середньовіччя відома під іменем «украни» (wkrzanie), як і  територія, що вони її заселяли, називалася Укра (Uckermark < праслов. Vъkra). Назва етимологічно похідна від балтослов'янського слова vikru («швидкий»).
Украни входили до племінного союзу лютичів, або велетів. Столицею племені був Прибіслав (нім. Prenzlau), іншими важливими містами були Поздавільк (Пустоволк) і Вкрюйсьце (Укрусце) (пол. Wkryujście).
Відомий германський хроніст Відукінд Корвейський зазначав, що Uchri — це частина племені ратарів (вони ж — родарії), що входило до Велетської держави, яка охоплювала межиріччя Лаби (Ельби) та Одри (ІІІ, 42). 
Назва Ротарії походить від назви міста Ретра, де знаходився головний слов'янський храм «Ріедігост», в якому стояв ідол Сварожича (Zuarasica) — Аркони. Епітетом Аркони було «Святовит» (слово «Світовид» є витвором українських письменників ХХ ст.). Цьому богові поклонялися усі поморські слов'яни.
У першій половині X століття украни, як і інші племена лютичів, підпали під владу німецьких феодалів. У 954 р. маркграф Східної Саксонської марки Ґеро I у союзі з зятем імператора Священної Римської імперії Оттона I Великого Конрадом I розпочав кампанію з захоплення земель укранів (ратари), які після битви під містом Лучин (929 р.) увійшли до складу Північної марки Священної Римської імперії. Саксонська північна марка увійшла до складу північних марок Священної Римської імперії.
В 954 р. укри–ротари підняли повстання проти германських поневолювачів і приступом визволили місто Воліслав (Валелебен) у Старій марці, між Вербеном та Аренбургом, і перебили величезну кількість саксів (Відукінд Корвейський, «Діяння саксів», І, 36).
У 983 р., після великого слов'янського повстання, в якому брали участь ободрити та лютичі, території укранів знов стали відносно незалежними, хоча вони перебували під постійним жорстким військовим тиском, особливо з боку саксів та Священної Римської імперії.
Цей виступ став сигналом до всезагальної визвольної війни полабів на чолі з Нако і Стогїгнівом. До повсталих приєдналися знатні саксонські лицарі Віхман і Екберт. Перший був проголошений королем і під його проводом полаби вторглися у Саксонію і заволоділи замком Кокаресцемія. На допомогу слов'янам поспішили угорські війська, але в 955 р. вони були розбиті саксами. Незабаром і полаби зазнали поразки на річці Раксі, а їх вождь Стоїгнів і 700 полонених були страчені. Але повстання вибухали і в 958, 959, 960 роках. В 963 році саксами були захоплені і союзники полабів лужицькі серби.
У середині XII століття украни опинилися в герцогстві Західна Померанія. У XII столітті на частині їхніх земель, завойованих Бранденбургом, була створена Марка Вкра (Уккермарк). Вони були сусідами з такими племенами (з півночі за годинниковою стрілкою): волінянами, поморжанами, пиржичанами, річанами, редарами, доленжанами, чрезпеньями та хижанами.
В X—XII століттях за Ельбою і на Дунаї численні марки були утворені на захоплених у слов'ян землях (Майсенська марка, Лужицька та інші). З розвитком феодальних відносин більшість марок стала ядром великих феодальних князівств.
Як і решта полабських слов'ян, що підпали під владу німецьких феодальних держав, украни були асимільовані та повністю германізовані.
Зараз колишня територія укран включає німецький повіт Передня Померанія-Грайфсвальд і повіт Укермарк, а також польський Полицький повіт та місто Щецин.

## Галерея

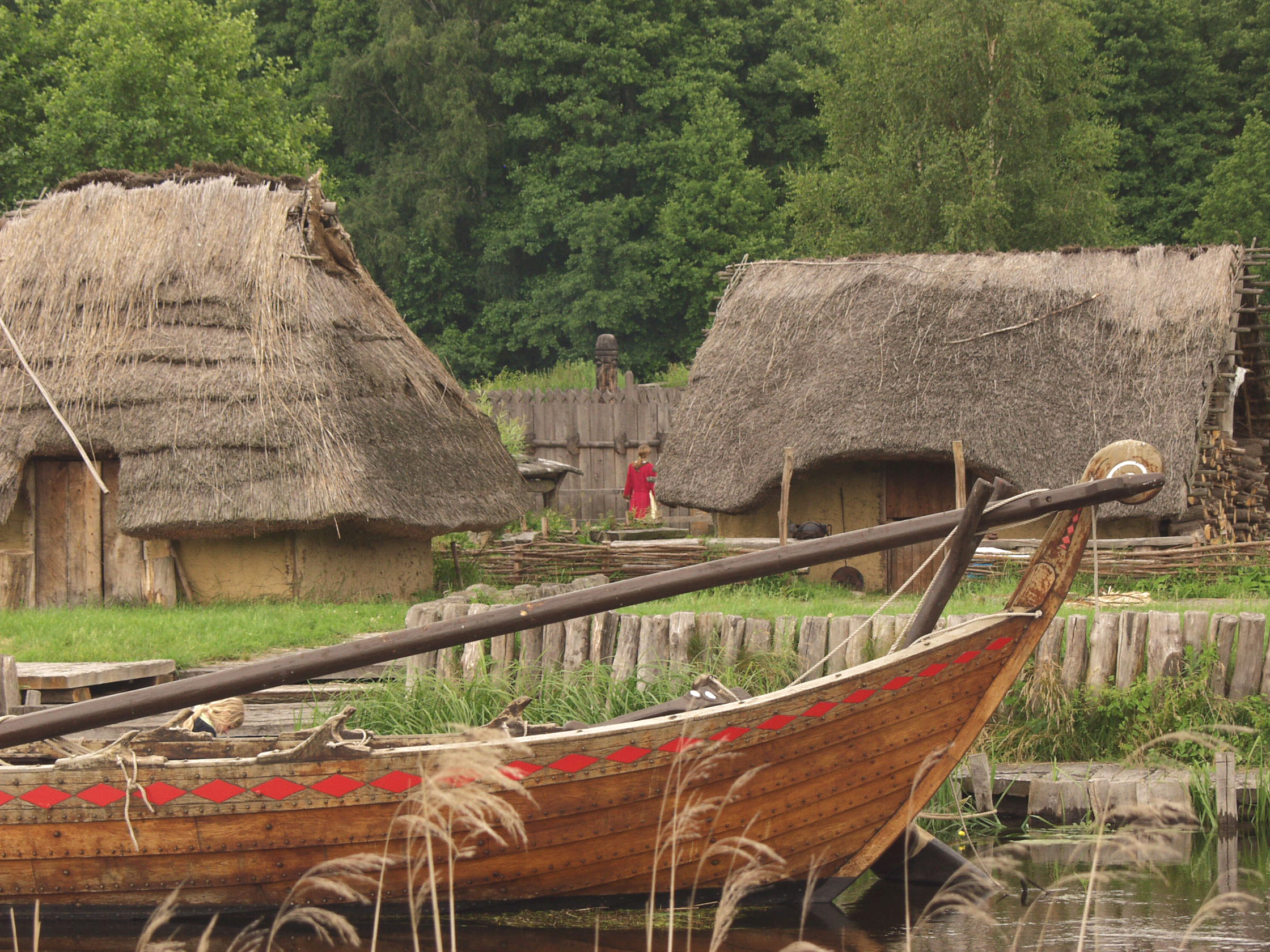
Реконструкція поселень укрів в музеї «Земля укран» (Украненланд) (Німеччина)
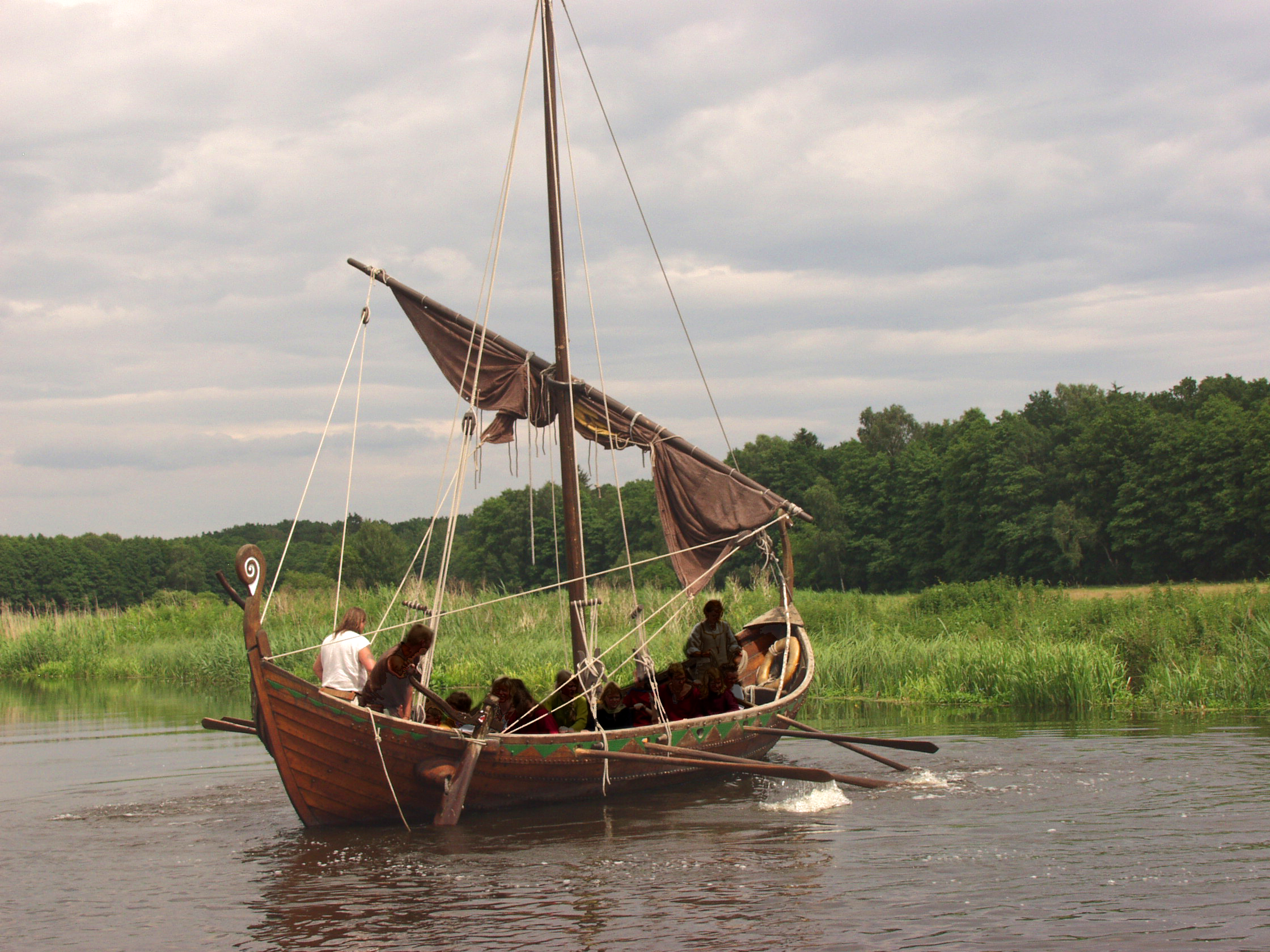
Слов’янська лодія укрів в музеї «Земля укран» (Німеччина)
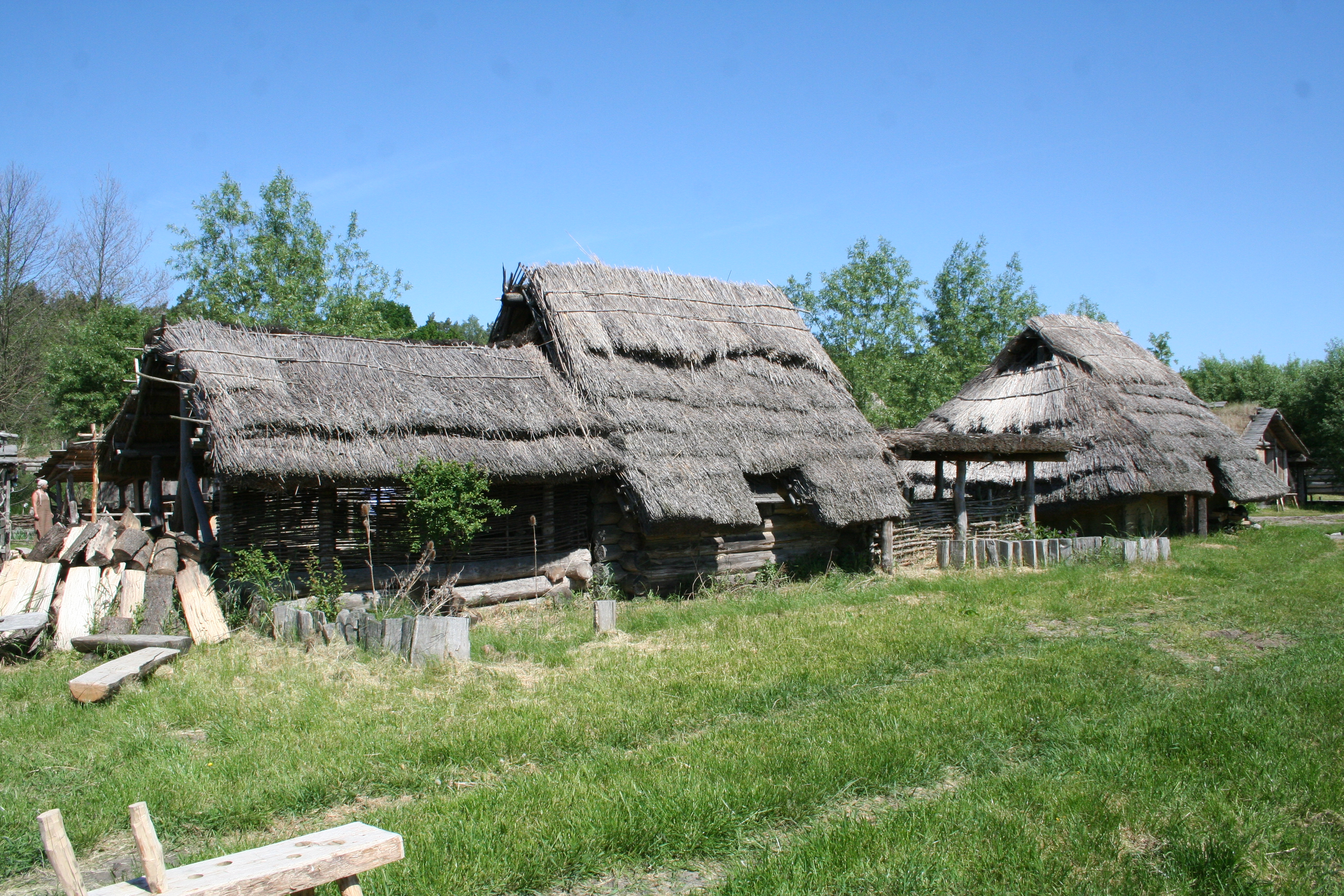
Хата в музеї
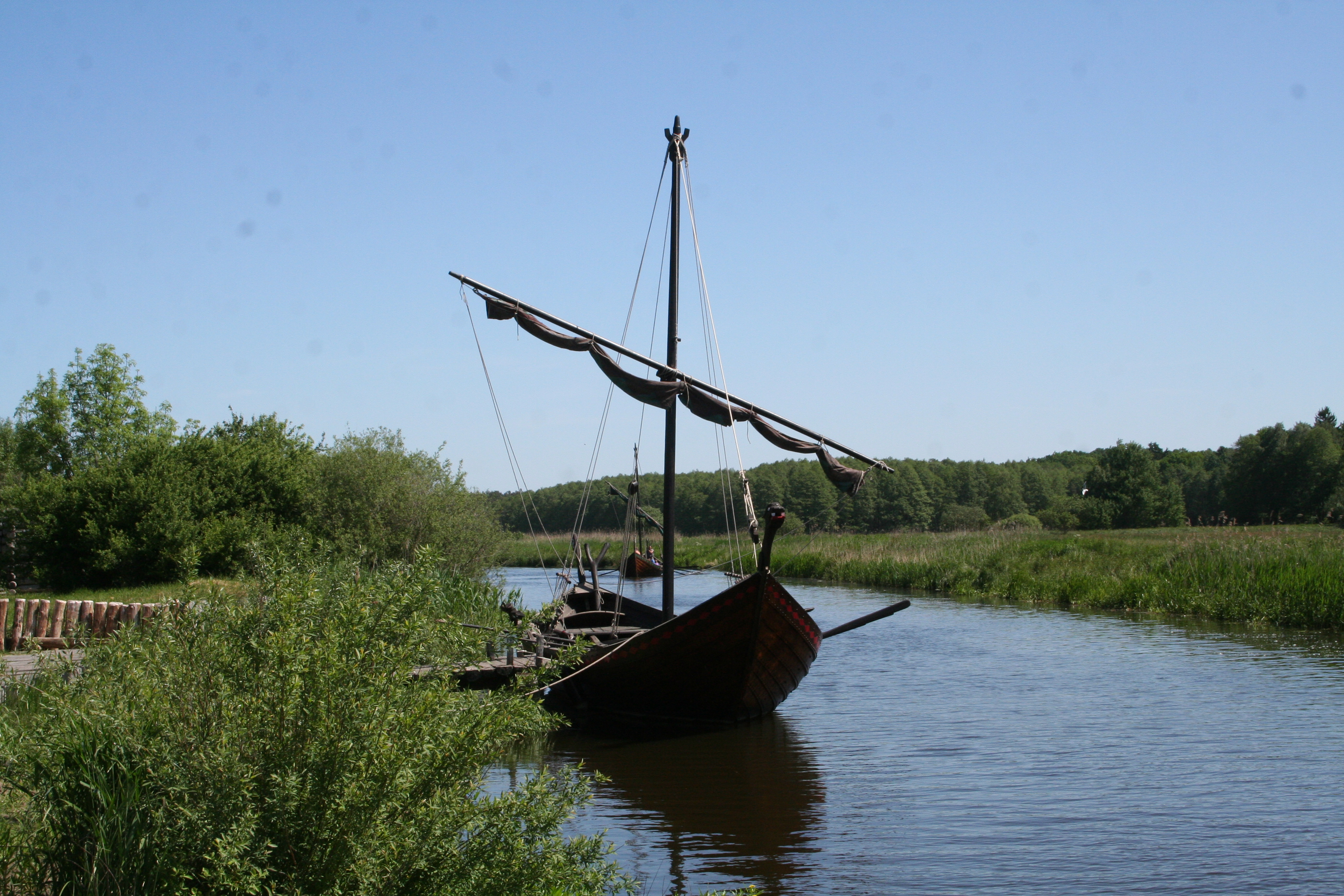
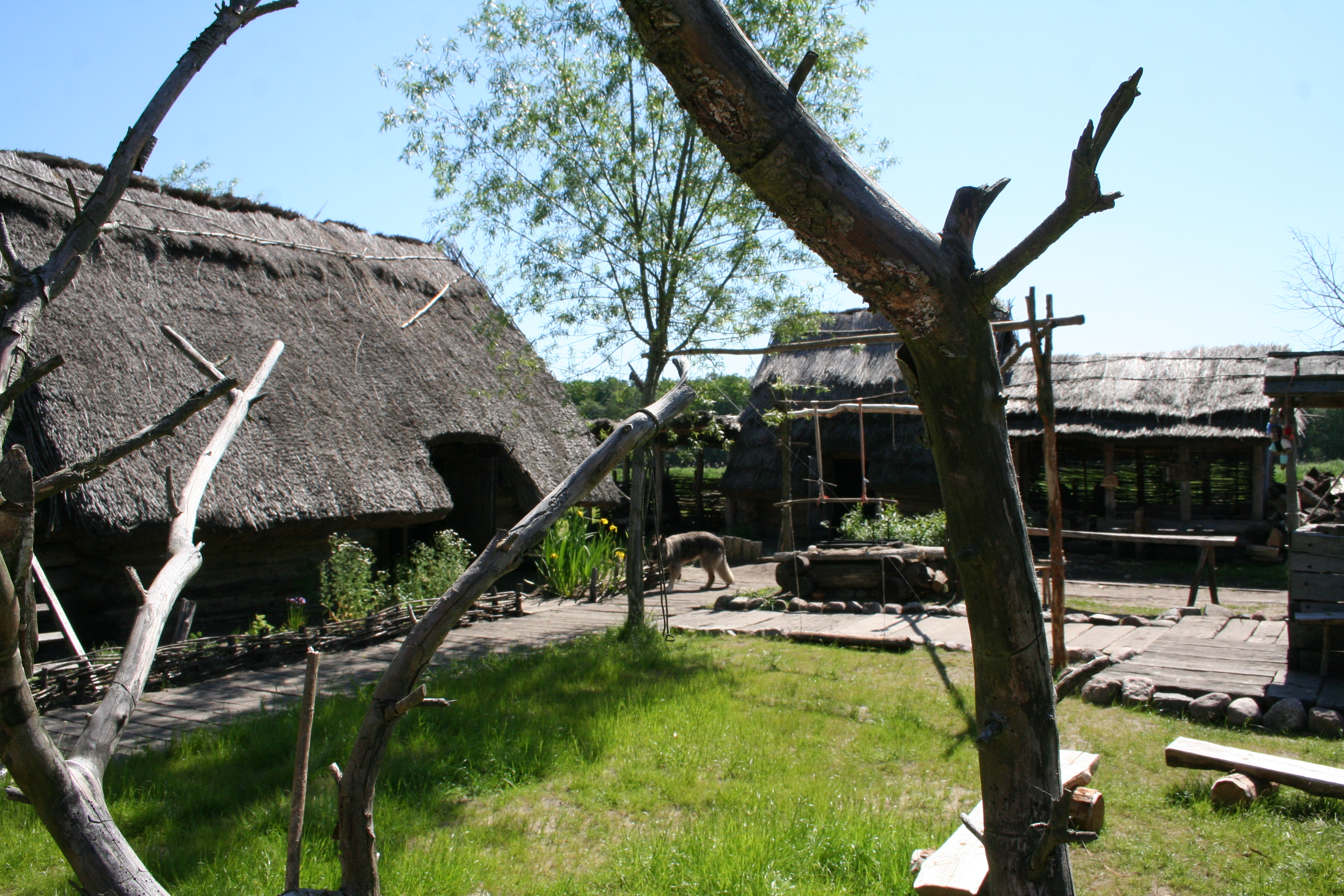